# Jamesdicksonia melinidis
Jamesdicksonia melinidis är en svampart som först beskrevs av Dennis, och fick sitt nu gällande namn av Vánky 2004. Jamesdicksonia melinidis ingår i släktet Jamesdicksonia och familjen Georgefischeriaceae.   Inga underarter finns listade i Catalogue of Life.